# Benigànim
Benigànim település Spanyolországban, Valencia tartományban. Benigànim Barxeta, Xàtiva, Genovés, Valencia és Guadasequies községekkel határos. Lakosainak száma 5695 fő (2024).

## Népesség
A település lakosságának változását az alábbi diagram mutatja:
| Lakosok száma | 5548 | 5720 | 6150 | 6469 | 6411 | 6183 | 5850 | 5841 | 5718 | 5695 |
|               | 2001 | 2004 | 2007 | 2009 | 2012 | 2014 | 2017 | 2019 | 2022 | 2024 |